# IC 2158
IC 2158 ist eine Balken-Spiralgalaxie vom Hubble-Typ SBab im Sternbild Taube am Südsternhimmel. Sie ist schätzungsweise 62 Millionen Lichtjahre von der Milchstraße entfernt.
Das Objekt wurde am 1. Dezember 1897 vom US-amerikanischen Astronomen Lewis Swift entdeckt.